# Nueva Valencia
Nueva Valencia (Bayan ng Nueva Valencia) är en kommun i Filippinerna. Kommunen tillhör provinsen Guimaras och ligger på ön med samma namn. Folkmängden uppgår till 30 716 invånare.

## Barangayer
Nueva Valencia är indelat i 20 barangayer.
| - Cabalagnan - Calaya - Canhawan - Dolores - Guiwanon - Igang - Igdarapdap - La Paz - Lanipe - Lucmayan | - Magamay - Napandong - Pandaraonan - Panobolon - Poblacion - Salvacion - San Antonio - San Roque - Santo Domingo - Tando |